# Giselher Klebe
Giselher Wolfgang Klebe (Mannheim, 28 giugno 1925 – Detmold, 5 ottobre 2009) è stato un compositore tedesco che conta al suo attivo più di 140 lavori, di cui 14 opere, 8 sinfonie, 15 concerti di musica da camera e pezzi di musica sacra.

## Biografia
Fortemente influenzato dalla madre, la violinista Gertrud Klebe, s'interessa precocemente alla musica classica che studierà a Mannheim, poi a Monaco ove la sua famiglia si trasferisce nel 1932, quindi a Rostock nel 1936 e infine, dopo il divorzio dei suoi genitori, a Berlino. È in quest'ultima città che riceve una borsa di studio nel 1940, quando aveva già scritto le sue prime composizioni musicali fin dall'età di tredici anni. Studia con Kurt von Wolfur dal 1941 al 1943, Josef Rufer nel 1946 e Boris Blacher dal 1946 al 1951.
Nel 1957 insegna Composizione alla Nodwesdeutsche Musikakademie di Detmold. Acquisisce notorietà dal 1950 con Die Zwitschermascine, brano per orchestra, ispirato a un quadro di Paul Klee. Ma è soprattutto celebre per le sue opere. Nel 1964 è nominato membro dell'accademia delle arti di Berlino Ovest e riceve il premio Hans Werner Henze.
Sempre nel 1964 viene eseguito il suo Stabat Mater nel Teatro Rivoli di Valdagno con Maria Chiara per il Teatro La Fenice di Venezia.

## Opere scelte
- Sonata per pianoforte
- Die Räuber: (I masnadieri), opera tratta dalla tragedia omonima di Friedrich Schiller, Düsseldorf, 1957
- Die tödlichen Wünsche, (La pelle di zigrino), opera ispirata al romanzo La pelle di zigrino di Honoré de Balzac, Düsseldorf, 1959
- Concerto n°1 per violoncello
- Die Ermordung Cäsars, (L'assassinio di Cesare), dalla tragedia Giulio Cesare di William Shakespeare, Essen, 1959
- Alkmene, opera tratta dal dramma Anfitrione di Heinrich von Kleist, Berlino, 1961
- Adagio e fuga sul tema di Die Walküre (La Valchiria) di Richard Wagner
- Figaro lässt sich scheiden, (Il divorzio di Figaro), opera tratta dalla commedia di Ödön von Horváth, Amburgo, 1963
- Jacobowsky und der Oberst, opera tratta dal dramma di Franz Werfel, Amburgo, 1965
- Das märchen von der schönen Lilie, opera ispirata a un lavoro di Johann Wolfgang von Goethe, Schwetzingen, 1969
- Ein wahrer Held, opera tratta dal dramma The Playboy of the Western World di John Millington Synge, Opernhaus Zürich, 1975 diretta da Ferdinand Leitner
- Das Mädchen aus Domrémy, opera tratta dal dramma Die Jungfrau von Orléans (La Pulzella d'Orléans) di Schiller, Stoccarda, 1976
- Das Rendez-vous, opera, Hannover, 1977